# Aaron Altaras
Aaron Altaras (21 de noviembre de 1995 en Berlín) es un actor alemán.

## Biografía
Altaras es hijo de la actriz y directora croata-judía Adriana Altaras y del compositor alemán Wolfgang Böhmer. Su madre escapó de Croacia con sus abuelos Jakob y Thea Altaras perseguidos por la liga comunista croata. Creció junto a su hermano Leonard educándose en la escuela Heinz Galinski de Berlín. Allí fue descubierto durante un casting para la película Mogelpackung Mann. En 2006 empezó la secundaria en el Jüdische Oberschule Berlin. Altaras se hizo famoso en la película Nicht alle waren Mörder - No todos eran asesinos -basada en las memorias de Michael Degen, actor y escritor alemán que sobrevivió al régimen Nazi como un muchacho judío.
Su último film es Mario sobre dos futbolistas que se enamoran.
En 2020, le dio vida al personaje de "Robert" en la miniserie de Netflix, "Unorthodox".

## Filmografía
- 2004: Mogelpackung Mann
- 2005: Wenn der Vater mit dem Sohne
- 2006: Nicht alle waren Mörder
- 2006: Allein unter Bauern
- 2008: Höllenritt
- 2008: Tatort – Tod einer Heuschrecke
- 2010: Tatort – Hitchcock und Frau Wernicke
- 2010: Die Kinder von Blankenese
- 2014: Titos Brille – die Geschichte meiner strapaziösen Familie
- 2015: Ein starkes Team – Stirb einsam!
- 2015: SOKO Stuttgart – Klug & perfide
- 2017: Die Unsichtbaren – Wir wollen leben
- 2018: Mario
- 2020: Anuncio publicitario del nuevo Porsche Taycan titulado "The Heist" (El golpe), estrenado en la Super Bowl del 02-02-2020.
- 2020: Unorthodox - Miniserie Netflix.